# Turski jezik
Turski (ISO 639-3: tur; na turskome Türkçe) oguski je turkijski jezik uže turske skupine.

## Klasifikacija
Turski pripada turkijskoj grupi jezika, među kojima su turski jezik balkanskih Gagauza, gagauski i horasanski turski, uz dodatak osmanlijskog turskog. Dio je turske skupine oguskih jezika koja je opet podskupina turkijskih jezika koje malobrojni jezikoslovci smatraju dijelom jezične skupine altajskih jezika.

## Govornici
Turskim jezikom materinski govori oko 84 milijuna ljudi (2018.), materinski je jezik 93 % državljana Turske, to jest oko 67 milijuna ljudi (2005.).
Izvan Republike Turske upotrebljava ga 747 000 ljudi u Bugarskoj (2001.), 177 000 na Cipru (1995.), 128 000 u Grčkoj (1976. WA), 200 000 u Makedoniji (1982.), 28 700 u Rumunjskoj (popis 2002.) i 197 000 in Uzbekistanu, Tadžikistanu, Kazahstanu i Kirgiziji.
Postoji veliki stupanj međusobne razumljivosti između turskog i drugih oguskih jezika, poput azerbejdžanskog, turkmenskog i kaškajskog. Ako bi se ovi pribrojili turskom, broj domaćih izvornih govornika bi bio 100 milijuna, dok bi ukupan broj, uključujući govornike drugog jezika, bio 250 milijuna.
Većinom se turskim jezikom služi stanovništvo u Turskoj, Turskoj Republici Sjevernom Cipru, Bugarskoj, kao i među nekoliko milijuna useljenika koji žive u Europskoj uniji. Broj domaćih govornika neizvjestan je, prvenstveno zbog pomanjkanja manjinskih jezičnih podataka iz Turske.

## Geografska rasprostranjenost
Turski se govori u Turskoj, a također ga govore manjine u 35 zemalja. Turski se naročito govori u zemljama koje su nekad (bilo potpuno ili djelomično) bile u sastavu Osmanlijskog Carstva, kao što su Bugarska, Rumunjska, bivša Jugoslavija (naročito na lokalnoj razini u pokrajini Kosovo i Metohija u Srbiji), te u Makedoniji.

### Službeni status
Turski je službeni jezik u Turskoj i jedan je od službenih jezika na Cipru. Turski je također jedan od službenih ili nacionalnih jezika u Bugarskoj.
U Turskoj, Kemal Atatürk je 1932. osnovao Türk Dili Tetkik Cemiyeti (Udruženje za ispitivanje turskog jezika") koje danas postoji kao nezavisno tijelo pod imenom Türk Dil Kurumu (Društvo za turski jezik). U kolovozu 1983. godine, nakon vojnog puča iz 1980. godine, poslije kojeg je uspostavljen vojni zakon, Društvo za turski jezik je stavljeno pod kontrolu premijera države.

### Dijalekti
Među dijalektima turskog jezika su dunavski, eskišehirski (koji se govori u pokrajini Eskişehir), razgradski, dinlerski, rumelski, karamanlijski (koji se govori u provinciji Karaman), jedrenski (u pokrajini Edirne), gaziantepski (govoren u pokrajini Gaziantep), urfanski (govoren u pokrajini Şanlıurfa [Urfa]) i gojnučki (u selu Goynuk, grad Bolu).

## Osobine

### Pismo
| А | B | C | Ç | D | E | F | G | Ğ | H | I | İ | J | K | L | M | N | O | Ö | P | R | S | Ş | T | U | Ü | V | Y | Z |
| а | b | c | ç | d | e | f | g | ğ | h | ı | i | j | k | l | m | n | o | ö | p | r | s | ş | t | u | ü | v | y | z |

Turski se piše koristeći modificirano latinično pismo, koje je Mustafa Kemal Atatürk uveo 1924. kao dio pokušaja da osuvremeni Tursku.  Do 1924. godine, turski se pisao modificiranim arapskim pismom (vidi: Osmanlijski turski jezik), nakon čega je upotreba arapskog pisma zakonom zabranjena.

### Rječnik
Neke turske riječi su:
- kalp - srce
- ev - kuća
- su - voda
- aşk- ljubav
- aile - obitelj
- anne - majka
- baba - otac
- hayat - život
- kitap - knjiga
- güneş - sunce
- düşünmek - misliti
- okumak - čitati
- yapmak - raditi
- yaşamak - živjeti
- bilmek - znati
- sevmek - voljeti

Brojevi su:
| 1   | 2   | 3  | 4    | 5   | 6    | 7    | 8     | 9     | 10 | 11     | 12     | 13...    | 20    | 21        | 22        | 23...       | 30   | 40   | 50   | 60     | 70     | 80     | 90     | 100 | 1000 | 10 000 | 1 000 000 | 1 000 000 000 |
| bir | iki | üç | dört | beş | altı | yedi | sekiz | dokuz | on | on bir | on iki | on üç... | yirmi | yirmi bir | yirmi iki | yirmi üç... | otuz | kırk | elli | altmış | yetmiş | seksen | doksan | yüz | bin  | on bin | milyon    | milyar        |